# لیگ برتر فوتبال بوتان
لیگ برتر بوتان که در حال حاضر به دلایل حمایت مالی به عنوان لیگ برتر بانک بوتان شناخته می شود ، بالاترین بخش مردانه فوتبال حرفه ای در بوتان است . همچنین شرکت کننده بوتان را برای رقابت های قاره ای، چلنج لیگ آسیا، فراهم می کند .

## قهرمانان لیگ برتر
| تیم ها                  | قهرمان | نایب قهرمان | سال های قهرمانی             | سال های نایب قهرمانی   |
| ----------------------- | ------ | ----------- | --------------------------- | ---------------------- |
| پارو اف سی              | ۵      | ۱           | ۲۰۱۹, ۲۰۲۱, ۲۰۲۲, ۲۰۲۳،۲۰۲۴ | ۲۰۱۸                   |
| تیمفو سیتی              | ۲      | ۴           | ۲۰۱۶, ۲۰۲۰                  | ۲۰۱۷, ۲۰۲۱, ۲۰۲۲, ۲۰۲۳ |
| ترانسپورت یونایتد اف سی | ۲      | ۲           | ۲۰۱۷, ۲۰۱۸                  | ۲۰۱۹،۲۰۲۴              |
| آکادمی اوگین            | ۱      | ۲           | ۲۰۱۳                        | ۲۰۱۴, ۲۰۲۰             |
| یدزین اف سی             | ۱      | ۱           | ۲۰۱۲                        | ۲۰۱۳                   |
| دروک یونایتد اف سی      | ۱      | ۱           | ۲۰۱۴                        | ۲۰۱۶                   |
| ترتون اف سی             | ۱      | ۰           | ۲۰۱۵                        | —                      |
| دروک پول اف سی          | ۰      | ۱           | —                           | ۲۰۱۲                   |
| تیمفو اف سی             | ۰      | ۱           | —                           | ۲۰۱۵                   |

## تیم های فعلی
از فصل ۲۰۲۴
- آکادمی زیر ۱۹ سال بوتان
- داگا یونایتد
- پارو اف سی
- قهرمانان فانچولینگ
- رویال تیمفو کالج اف سی
- سامتسه
- تنسونگ اف سی
- تیمفو سیتی
- ترانسپورت یونایتد
- تسیرانگ اف سی